# Danseorkestret
Danseorkestret er et dansk band dannet i 1984 i København af Jacob Andersen (percussion, trommeprogramming, keyboards), Jørgen Klubien (sang, guitar) og Rasmus Kærså (bas).
Danseorkestret slog igennem med 80'er-pop med inspirationer fra soul, reggae og latinamerikansk musik.

## Historie

### 1985 - Debutalbummet
Bandet begyndte som et biprojekt, idet medlemmerne også spillede med andre bands som Sneakers, Moonjam og The Pack. Debutalbummet, der kom i 1985, rummede bandet signatursang "Kom tilbage nu", der blev en landeplage. Albummets første single var "Regndans", der også blev et stort hit. Sangen blev skrevet til og vandt musikkonkurrencen Årets John (opkaldt efter John Lennon), et alternativt melodi grand prix-show på Musikcaféen i København. Nummeret var tilegnet Janni Spies. Det selvbetitlede debutalbum solgte mere end 90.000 eksemplarer.

### 1987 - UK og 'Det flyvende tæppe'
Danseorkestret blev reduceret til en duo bestående af Jørgen Klubien og Jacob Andersen med udgivelsen af det engelske album, Long Distance, som blev udgivet under navnet Danseorchestra i 1987. Det engelske album efterfulgtes af Det flyvende tæppe, som på trods af hittet “Jeg prøver igen” heller ikke kunne måle sig med debutalbummet. Danseorkestret tog herefter på turné med Aske Jacoby på guitar, Christian Dietl på bas, og Jacob's lillebror Peter Andersen på trommer.

### 1994 - Den store kærlighed
"Jagten på den store kærlighed", en single fra albummet Den store kærlighed (1994), blev hittet, der bragte bandet tilbage til den oprindelige stil. Besætningen i Danseorkestret bestod denne gang af Jørgen Klubien, Jacob Andersen, Rasmus Kærså og Aske Jacoby.
I løbet af 1990'erne fik sangene nærmest kultstatus på diskotekerne, og Klubien, Kærså og Andersen drog på turné igen i 1996/1997. I 1996 udsendtes opsamlingsalbummet Danseorkestret's største hits, der solgte 40.000 eksemplarer.

### 2000 - Spred vingerne ud
I 2000 vendte bandet tilbage med albummet Spred vingerne ud!, denne gang som en trio bestående af Jørgen Klubien, Jacob Andersen og Rasmus Kærså.

### 2009 - Over byen under himlen
I 2009 udsendte Danseorkestret deres sjette studiealbum, Over byen under himlen, der affødte singlerne "Bamboozled", "Du & Mig" og "I dag er du min".
Bandet planlagde deres syvende album. Der blev indspillet nye sange af orkestret, men forsinkelser og uenighed om udgivelserne forhalede projektet og i 2017 blev bandet opløst.
Jørgen Klubien fortsatte med at optræde under navnet Klubien & Danseorkestret.

### 2023 - Wonderland
I løbet af efteråret 2023 annoncerede pladeselskabet Turn It Over Records, at Jørgen Klubien nok engang havde samlet numre til et nyt album med Danseorkestret - omend Klubien selv var eneste originale medlem af bandet. Albummet er produceret af Zac Celinder i samarbejde med Jørgen Klubien. Alle instrumenter inkl. bas, guitarer, keyboards, mundharpe og drum-programming er indspillet af Zac. På albummets 8 numre synger sangerinden Ida Astrid Langkilde kor - undtaget “Stempler Ind” og “Don’t Let The Old Man In”. På “Don’t Let The Old Man In” er det Jørgens datter, Frederikke Klubien, på kor. Numrene “Don’t Let The Old Man In” og “Til Verdens Ende” er co-produceret af producer og guitarist, Mads Christiansen. Albummet er desuden mixet og masteret af Zac Celinder & Mads Christiansen. CD- og vinyludgivelserne er masteret af Kenneth Holme og  albummet "Wonderland" er udgivet den 17. november 2023.
Forud for albummet udkom singlerne "Don't Let The Old Man In" (23. juni 2023) og "Stempler ind" (23. august 2023).

## Diskografi

### Studiealbum
- Danseorkestret (1985)
- Long Distance (1987)
- Det flyvende tæppe (1990)
- Den store kærlighed (1994)
- Spred vingerne ud! (2000)
- Over byen under himlen (2009)
- Wonderland (2023)

### Opsamlingsalbum
- Danseorkestret's største hits (1996)
- Kom tilbage nu - alle tiders Danseorkestret (2006)